# Capote (film)
Capote – amerykańsko-kanadyjski film biograficzny z 2005 roku w reżyserii Bennetta Millera, zrealizowany na podstawie powieści Geralda Clarke'a. Opowieść o życiu amerykańskiego pisarza Trumana Capote, w szczególności w trakcie pracy nad książką Z zimną krwią w latach 1959-1966. Zdjęcia kręcono w Winnipeg i Malibu.

## Obsada
- Philip Seymour Hoffman – Truman Capote
- Catherine Keener – Nelle Harper Lee
- Clifton Collins Jr. – Perry Smith
- Chris Cooper – Alvin Dewey
- Bruce Greenwood – Jack Dunphy
- Bob Balaban – William Shawn
- Amy Ryan – Marie Dewey
- Mark Pellegrino – Richard Hickock
- Allie Mickelson – Laura Kinney
- Araby Lockhart – Dorothy Sanderson
- R.D. Reid – Roy Church
- Harry Nelken – Szeryf Walter Sanderson
- Olie Alto – Franklin Weeks
- Jeremy Dangerfield – Członek ławy przysięgłych Foreman
- John MacLaren – Sędzia Roland Tate
- Bronwen Coleman – Barbara
- Kwesi Ameyaw – Portier 1
- Jerome Greencorn – Dziennikarz #4
- Norman Armour – Entuzjasta literatury
- James Janssens – Facet na sali rozpraw
- Jason Mitchell – Kenyon Clutter
- Ainsley Balcewich – Dziewczyna 2
- Kate Shindle – Rose
- Anne Baragar – Matka Laury Kinney
- Craig Archibald – Christopher Isherwood
- Marina Stephenseon Kerr – Telefonistka
- Jonathan Barrett – Dziennikarz
- David Ferrall – Chłopak na randce (niewymieniony w czołówce)
- Marshall Bell – Strażnik Marshall Krutch
- Craig Harrison – Reporter w sądzie (niewymieniony w czołówce)
- Michael J. Burg – Williams
- Roy MacEachern – Mieszkaniec stanu Kansas (niewymieniony w czołówce)
- Nazariy Demkowicz – Paul Dewey
- John B. Destry – Pete Holt
- Michelle Harrison – Babe Paley
- James Durham – Młody strażnik więzienny
- Mia Faircloth – Dziewczyna 1
- C. Ernst Harth – Lowell Lee Andrews
- Kerr Hewitt – Bobby Rupp
- Frank Filbert – Strażnik więzienny
- Manfred Maretzki – Herbert Clutter
- Michał Grajewski – Młody asystent
- Ernesto Griffith – Portier 2
- Jon Ted Wynne – Dziennikarz
- Robert Huculak – Reporter
- Boyd Johnson – Strażnik więzienny
- Adam Kimmel – Richard Avedon
- Tiffany Lyndall-Knight – Gloria Guiness
- Ken Krotowich – Strażnik sądowy
- Jason Love – Strażnik
- Don Malboeuf – Strażnik
- Rob McLaughlin – Harold Nye
- Bess Meyer – Linda Murchak
- Wayne Nicklas – Strażnik 1
- David Rakoff – Ben Baron
- Christopher Read – Dziennikarz 3
- Jim Shepard – Kapelan
- Miriam Smith – Bonnie Clutter
- Kelci Stephenson – Nancy Clutter
- Edward Sutton – Starszy mężczyzna
- Avery Tiplady – Alvin Dewey Jr.
- John Warkentin – Warren, recepcjonista hotelowy
- Will Woytowich – Marynarz

## Ekipa
- reżyseria: Bennett Miller
- scenariusz: Dan Futterman
- zdjęcia: Adam Kimmel
- muzyka: Mychael Danna
- scenografia: Jess Gonchor, Maryam Decter, Scott Rossell
- producent: Michael Ohoven, William Vince, Caroline Baron
- producent wykonawczy: Dan Futterman, Philip Seymour Hoffman, Kerry Rock, Danny Rosett
- montaż: Christopher Tellefsen
- kostiumy: Kasia Walicka-Maimone

## Nagrody
- Oscary:
  - 2006 – Philip Seymour Hoffman za najlepszą pierwszoplanową rolę męską
  - 2006 – nominacja dla Bennetta Millera za reżyserię
- BAFTA:
  - 2006 – Philip Seymour Hoffman za najlepszą pierwszoplanową rolę męską